# Jan Twardoń
Jan Andrzej Twardoń (ur. 1953) – polski lekarz weterynarii, profesor, doktor habilitowany nauk weterynaryjnych, specjalność fizjologia i patologia gruczołu mlekowego, rozród zwierząt.
Studia weterynaryjne odbył na Wydziale Medycyny Weterynaryjnej Akademii Rolniczej we Wrocławiu, uzyskując w roku 1978 dyplom lekarza weterynarii. W 1996 obronił pracę habilitacyjną pt. Studia nad immunoprofilaktyką bakteryjnych schorzeń gruczołu mlekowego u krów z użyciem szczepionki Mastivac. W latach 2008–2012 dziekan Wydziału Medycyny Weterynaryjnej Uniwersytetu Przyrodniczego we Wrocławiu, członek zarządu Polskiego Towarzystwa Nauk Weterynaryjnych, członek Polskiej Akademii Nauk; Wydziału V – Nauk Rolniczych, Leśnych i Weterynaryjnych; Komitetu Nauk Weterynaryjnych oraz Komitetu Biologii Rozrodu Zwierząt. Tytuł profesora otrzymał w 2002 roku.
Jest laureatem Nagrody Chirona, honorowym obywatelem Polanicy-Zdroju. Rotarianin, członek Rotary Club Wrocław Panorama.